# Телефонный план нумерации Сан-Марино
Телефонный план нумерации Сан-Марино — диапазоны телефонных номеров, выделяемых различным пользователям телефонной сети общего пользования в Сан-Марино. Телефонные номера состоят из 6-10 цифр. Номера, начинающиеся с 0, 8 или 9, присваиваются стационарным линиям, 6 используется для услуг мобильной связи, 5 - для услуг IP-телефонии и 7 - для премиум-номеров. Не используются междугородние префиксы: всегда набираются все цифры.
Код страны для Сан-Марино +378. Однако на стационарные телефоны также можно позвонить по итальянскому коду страны +39. Номера экстренных служб - 112 / 113 (полиция), 115 (пожарные) и 118 (скорая помощь).

## История
До 1996 года Сан-Марино входило в итальянский план телефонной нумерации, используя итальянский код города 0549. В 1996 году страна приняла код страны 378, хотя существующие договоренности о наборе между Сан-Марино и Италией оставались без изменений. В 1998 году, когда Италия перешла на закрытый тарифный план, Сан-Марино включило код города 0549 в свои абонентские номера.
С телефонным номером в Сан-Марино можно связаться следующим образом:
- 0549 xxx ххх: из Италии
- +378 xxx xxx: из всех других стран
- +39 0549 xxx xxx: из других стран, используя код страны Италии
- +378 0549 xxx xxx: из других стран, используя код страны Сан-Марино и код города Италии

Ранее Международный союз электросвязи присвоил Сан-Марино код страны 295 в конце 1980-х годов.